# Фадлійський султанат
Фадлійський султанат (араб. سلطنة الفضلي Салтана аль-Фадлія) — арабська держава, що існувала на території нинішньої мухафази Аб'ян в Південному Ємені (з XV століття до 1967. На чолі султанату стояла династія Аль-Фадлі.
Фадлійський султанат відомий принаймні з XV століття. Плем'я Фадлі, яке становило ядро султанату, вороже сприйняло захоплення англійцями Адена в 1839 і аж до 1865 вчиняло регулярні напади на британців, проте вже в 1888 султанат Фадлі, слідом за Лахеджем, увійшов до складу Протекторату Аден.
У 1944 султан Фадлі змушений підписати з Великою Британією договір, що передбачав створення при султанові посаді британського радника, контролюючого внутрішню політику Фадлі.
11 лютого 1959 Фадлійський султанат разом з ще 5 єменськими монархіями увійшов до складу заснованої Федерації Арабських Еміратів Півдня, у 1962 перетвореної в Федерацію Південної Аравії.
Монархія скасована в 1967 році, а територія султанату увійшла до складу Народної Республіки Південного Ємену.

## Султани Фадлі

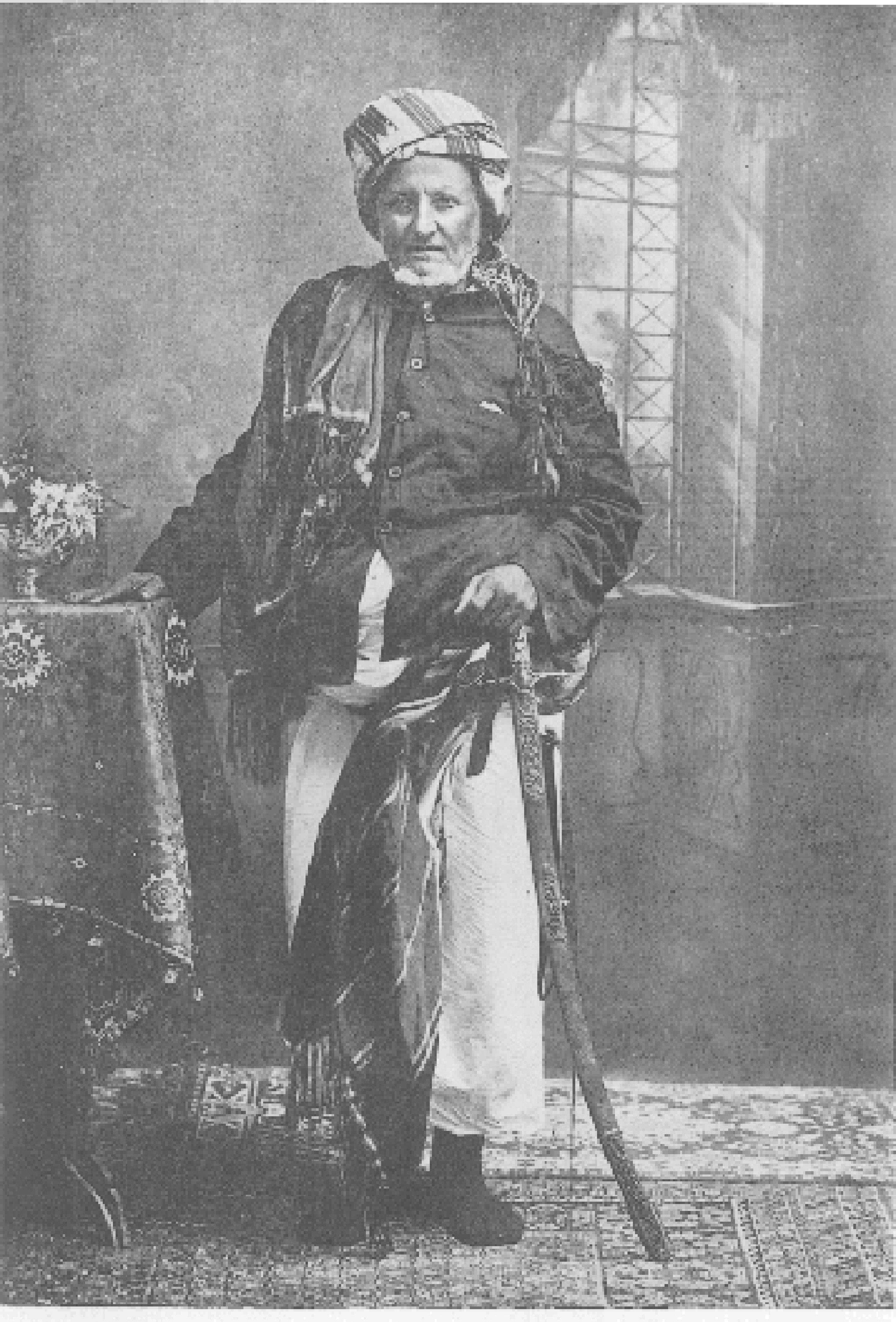
Султан Хусайн бін Ахмад бін Абдаллах аль-Фадлі (1907–1924)

- близько ?-1670 — Усман аль-Фадлі
- близько 1670–1700 — Фадл I бін Усман аль-Фадлі
- близько 1700–1730 — Ахмад I бін Фадл аль-Фадлі
- близько 1730–1760 — Абдаллах I бін Ахмад аль-Фадлі
- близько 1760–1789 — Ахмад II бін Абдаллах аль-Фадлі
- 1789–1805 — Абдаллах II аль-Фадлі
- 1805–1819 — Ахмад III бін Абдаллах аль-Фадлі
- 1819–1828 — Абдаллах III бін Ахмад аль-Фадлі
- 1828–1870 — Ахмад IV бін Абдаллах аль-Фадлі
- 1870–1877 — Хайдро бін Ахмад аль-Фадлі
- 1877–1877 — Хусайн I бін Ахмад аль-Фадлі
- 1877–1907 — Ахмад V бін Хусайн аль-Фадлі
- 1907–1924 — Хусайн I бін Ахмад аль-Фадлі
- 1924–1927 — Абд аль-Кадір бін Ахмад аль-Фадлі
- 1927–1929 — Абдаллах III бін Хусайн аль-Фадлі
- 1929–1933 — Фадл II бін Хусайн аль-Фадлі
- 1933–1936 — Абд аль-Карім аль-Фадлі
- 1936–1941 — Саліх бін Фадл аль-Фадлі
- 1941–1962 — Абдаллах IV бін Усман аль-Фадлі
- 1962–1964 — Ахмад VI бін Абдаллах аль-Фадлі
- 1964–1967 — Насир бін Абдаллах бін Хусайн аль-Фадлі (помер 7 січня 2009)

## Шейх Тарік аль-Фадлі
Син останнього султана Фадлі принц Тарік бін Насир аль-Фадлі проживає в колишній столиці султанату м. Шукра. Він брав участь в Джихаді проти радянських військ в Афганістані в 1980-х, підтримував уряд Північного Ємену у війні за відділення, а в 2009 приєднався до сепаратистського «Південному руху». Останнім часом шейх Тарік аль-Фадлі є главою угруповання «Ансар аш-Шаріа» («Прихильники шаріату»), афілійованої з «Аль-Каїдою» на Аравійському півострові, і фактичним керівником «Ісламського емірату» Аб'ян, створеного ісламістами в березні 2011 на території мухафази Аб'ян. За його словами, його сини Мухаммад Тарік і Джалалуддін вже ведуть Джихад як моджахеди.